# 中国プロサッカーリーグ監督経験者
中国プロサッカーリーグ監督経験者（ちゅうごくプロサッカーリーグかんとくけいけんしゃ）は、中国リーグの監督として実際に指揮を取った人物をリストアップしたものである。代行監督、総監督として指揮をとった場合はその旨の説明をつけている。
| 目次 | 目次 | 目次 | 目次 | 目次 | 目次 | 目次 | 目次 | 目次 | 目次 | 目次 |
| ---- | ---- | ---- | ---- | ---- | ---- | ---- | ---- | ---- | ---- | ---- |
| わ   | ら   | や   | ま   | は   |      | な   | た   | さ   | か   | あ   |
|      | り   |      | み   | ひ   |      | に   | ち   | し   | き   | い   |
| を   | る   | ゆ   | む   | ふ   |      | ぬ   | つ   | す   | く   | う   |
|      | れ   |      | め   | へ   |      | ね   | て   | せ   | け   | え   |
| ん   | ろ   | よ   | も   | ほ   |      | の   | と   | そ   | こ   | お   |

## あ
- ラドミル・アンティッチ (山東魯能 2013、河北華夏 2015- )

## え
- スヴェン＝ゴラン・エリクソン（広州富力 2013-2014、上海上港 2015-）

## お
- 岡田武史（杭州緑城 2012-2013）

## か
- 賈秀全（八一足球隊 1994-1995、2002、陝西国力 1996-1999、河南建業 2007、上海申花 2008-2009、河南建業 2014-）
- ファビオ・カンナヴァーロ (広州恒大 2014-2015)

## こ
- 高洪波 (廈門藍獅 2004-2006)
- アフシン・ゴトビ (石家荘永昌足球倶楽部 2017-2018,2019-2021)

## さ
- アルベルト・ザッケローニ（北京国安 2016）

## し
- 朱波 (湖南湘濤 2004、深圳鳳凰/広州富力　2011-2012)

## す
- ルイス・フェリペ・スコラーリ（広州恒大 2015-）

## ち
- 張外龍（青島中能 2011、2012-2013、大連阿爾濱 2012、重慶力帆 2016-）

## て
- ジャン・ティガナ (上海申花 2012)
- ヘンク・テン・カテ (山東魯能 2012)

## に
- ヴァレリー・ニポムニシ (瀋陽海獅 1999-2000、山東魯能 2002-2003、上海申花 2004-2005)

## は
- アリー・ハーン (重慶力帆 2009、天津泰達 2010-2011 2014-2015、瀋陽瀋北 2012)
- セルヒオ・バティスタ (上海申花 2012-2013、2014)

## ひ
- アンドレ・ビラス・ボアス (上海上港 2016-2017)

## へ
- リュプコ・ペトロヴィッチ（上海申花 1999-2000、北京国安 2002-2003）
- ヤーセン・ペトロフ（石家荘永昌 2013-）
- ダン・ペトレスク（江蘇蘇寧 2015-）
- ヴィトール・ペレイラ (上海上港 2017-2020)

## ほ
- 洪明甫（杭州緑城 2016-）

## ま
- 前田浩二（浙江杭州西子女子 2015-）
- グレゴリオ・マンサーノ（北京国安 2014-2015、上海申花 2016-）
- フェリックス・マガト（山東魯能 2016-）

## め
- マノ・メネーゼス（山東魯能 2016-）

## り
- マルチェロ・リッピ (広州恒大 2012-2014)

## れ
- イヴァン・レコ (上海上港 2021-)